# Envenimation
Une envenimation est l'absorption d'une substance venimeuse dans l'organisme par inoculation. On distingue deux types d'inoculations :
- par appareil inoculant — un dard, un crochet venimeux, une morsure sont des modes d'inoculation par appareil inoculant :
  - le dard est utilisé par les hyménoptères, les scorpionidés, certains poissons venimeux, les monotrèmes (ornithorynque, échidés), les méduses et certains coraux, éponges, anémones…
  - les crochets sont utilisés par les serpents, les araignées, certains myriapodes…
  - la morsure est utilisée entre autres par les poulpes du genre octopus,
- par contact :
  - certains arbres sont venimeux car le contact avec leur sève provoque des irritations,
  - les amphibiens sont venimeux, un contact avec le venin délivré par leur glandes pariétales peut provoquer une envenimation. Pourtant, dans la pratique, même les dendrobates, qui sont les amphibiens les plus venimeux pour l'homme, ne provoquent que des envenimations bénignes par contact qui peuvent être évitées en se lavant les mains après une manipulation. Elles ne seront alors considérées vénéneuses pour l'homme qu'en cas d'ingestion de la batrachotoxine, qui peut provoquer des effets mortels.

Les caractéristiques épidémiologiques et cliniques des envenimations — réactions d'hypersensibilité, réactions allergiques et infections secondaires — montrent que les insectes hyménoptères — en premier les abeilles, largement devant les piqûres de guêpes et de fourmis — sont la cause d'envenimation à l'origine de près de 80 % des patients admis aux urgences, loin devant les serpents, les scorpions, les araignées et les organismes marins (coquillages, poissons, méduses, dinoflagellés),,.

## Principaux symptômes rencontrés lors d'une envenimation
Le venin est un véritable cocktail de molécules actives, il serait illusoire de croire qu'une espèce venimeuse a un effet unique qui lui est propre. Le résultat d'une envenimation est le résultat de l'action de ce cocktail moléculaire aux effets parfois contradictoires (une molécule aura des propriétés anticoagulantes alors qu'une autre aura des propriétés coagulantes). Pour autant, il n'est pas rare de constater un effet prépondérant qui sera parfois le seul à mettre le diagnostic vital en jeu. C'est souvent le cas des neurotoxines qui, outre leur action plus rapide que les autres toxines, peuvent se trouver en quasi-exclusivité présentes dans le venin (comme par exemple chez le mamba). Le meilleur traitement contre une envenimation mettant en jeu le pronostic vital est, à n'en pas douter, l'immunothérapie (anciennement appelée sérothérapie). Cependant, un traitement symptomatique adapté à la pathologie permet aussi d'augmenter les chances de survie.

### Symptôme neurotoxique
Ce symptôme est dû à l'absorption de protéines de poids moléculaire faible agissant directement sur le transfert de l'influx nerveux au niveau des synapses. Il peut être comparé à une intoxication au curare. Toutefois, il ne se traite pas de la même façon car, si les effets sont les mêmes, chaque toxine aura un mode de fonctionnement particulier. Il a pour résultat une paralysie flasque des muscles volontaires, les muscles que l'on peut contrôler (le biceps ou le diaphragme sont des muscles volontaires car on peut contrôler les mouvements de son bras de même que sa respiration, le cœur et les sphincters n'en sont pas car on ne peut pas les contrôler). Le symptôme neurotoxique apparait assez rapidement, parfois dans les minutes qui suivent l'envenimation. Il se manifeste par une lassitude, des difficultés à s'exprimer, puis à déglutir, des paupières lourdes, parfois des nausées et est rapidement suivi de difficultés respiratoires. La victime reste consciente jusqu'à l'arrêt respiratoire qui sera rapidement suivi d'un évanouissement par asphyxie, puis par la mort. Aucune fonction vitale autre que la respiration ne semble être touchée par les toxines responsables de ce genre de symptôme. C'est pourquoi, toute victime présentant ce genre de symptôme sera soumise à la respiration artificielle grâce à un respirateur qui ne devra être débranchée sous aucun prétexte. Des victimes de dendrosapis polylepis (mamba noir) présentant une allergie au sérum ont été sauvées après plus d'un mois dans le coma sous respiration artificielle, et ce, sans séquelles graves.
Selon les travaux effectués par l'Institut de recherche pour le développement :
« Les envenimations par Elapidae africains n'altèrent aucune autre fonction que la respiration. Il n'a jamais été décrit de séquelles neurologiques, cardio-vasculaires ou rénales à la suite d'envenimation correctement traitée. Les complications sont le plus souvent liées à la mise en œuvre d'un traitement trop vigoureux ou inapproprié,,. »
« Paralysie respiratoire : elle est le résultat d'une envenimation cobraïque sévère et impose une ventilation assistée. Celle-ci devra être maintenue tant que la respiration spontanée n'a pas repris, ce qui peut demander plusieurs jours, voire plusieurs semaines (Campbell, 1964 ; Visser & Chapman, 1982). La trachéotomie doit être évitée autant que possible. Certains auteurs administrent de la néostigmine qui semble potentialiser l'action du sérum antivenimeux. L'atropine s'est révélée expérimentalement très efficace contre le venin de mamba (Lee et al. 1982),,. »

### Symptôme hémotoxique
Ce symptôme est dû à l'absorption de protéines de poids moléculaire élevé et d'enzymes dites « hémolytiques », principalement des thrombases. Il est caractérisé par un dysfonctionnement des facteurs de coagulation. il est observé de manière plus ou moins prononcée dans toutes les envenimations, ce qui fait qu'une analyse de la sédimentation d'un échantillon sanguin dans un tube sec est un indicateur relativement fiable de la sévérité d'une envenimation, mais surtout de son évolution. Dans le cas des envenimations par vipéridés, pour lesquelles ce symptôme est plus problématique, on observe souvent des effets antagonistes. Généralement, il y a suractivation de la thrombose, ce qui se traduit par :
- la création de thrombus (caillots) pouvant provoquer une embolie ;
- la consommation de tous les facteurs de coagulation entrainant une hémophilie.

L'hémophilie qui résulte de la consommation des facteurs de coagulation est un des effets antagonistes pouvant mettre à défaut un praticien non averti de ce phénomène. Nicole Viloteau a ainsi été sauvée d'une morsure de crotale grâce à de fortes doses d'héparine, un anticoagulant. Elle présentait déjà des symptômes d'hémophilie or les anticoagulants sont rigoureusement proscrits en cas d'hémophilie. Son médecin a pourtant persévéré dans cette voie, ce qui a permis d'éviter la formation de caillot et le risque d'embolie associé.

### Symptôme myotoxique

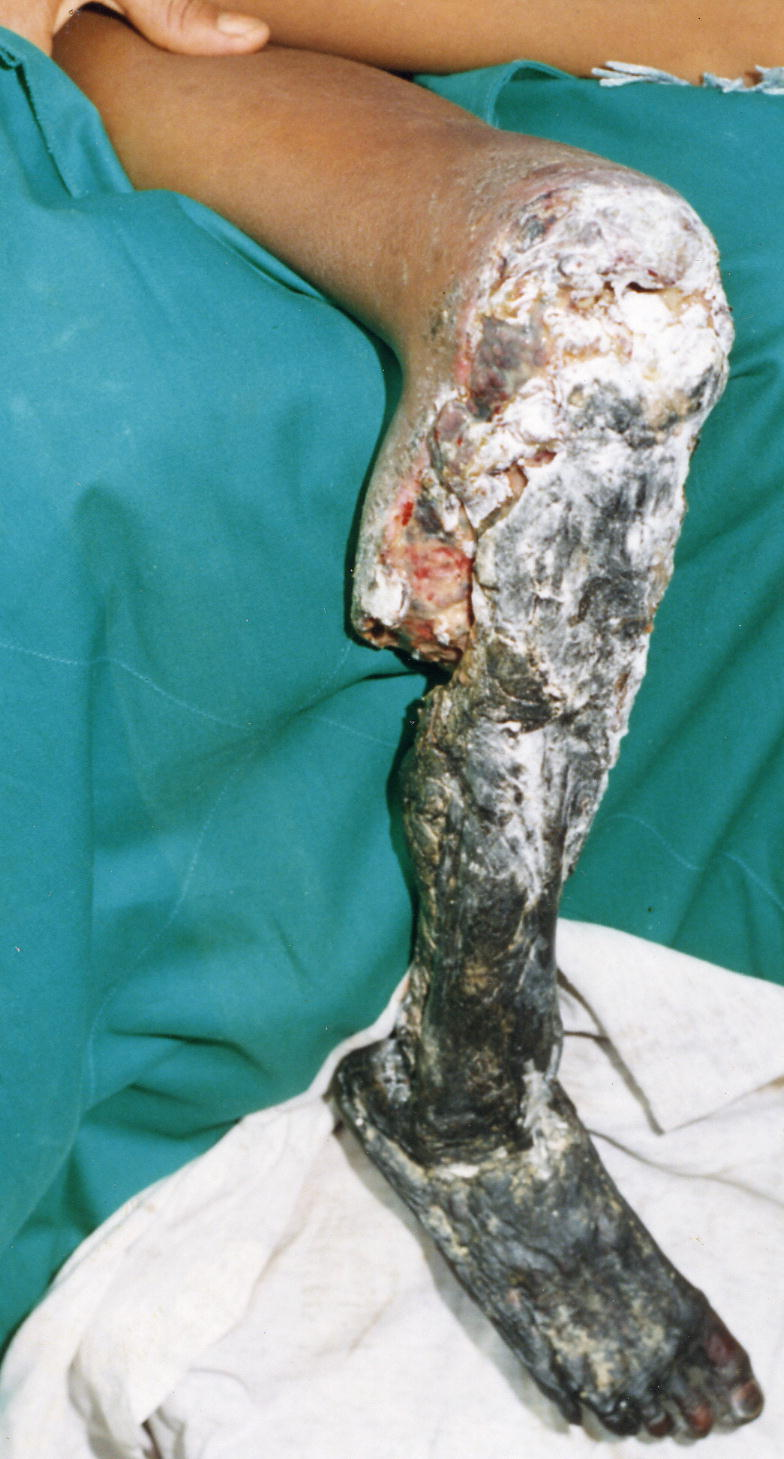
Morsure de Bothrops asper traitée uniquement avec des antibiotiques, sans antisérum. Les enzymes contenues dans le venin, ici principalement, des metallo protéases et phospholipases A2 agissent localement.

Ce symptôme est dû à l'absorption de protéines de poids moléculaire élevé et d'enzymes dites « protéolytiques » favorisant la dégradation des protéines des tissus et appelées protéases. Ces toxines vont avoir des effets locaux pouvant aller de la simple irritation à la nécrose du membre, la nécrose pouvant atteindre l'os dans le cas de morsure par certains hydrophidés.
Les tissus en contact avec ces toxines vont se dégrader rapidement, ce qui fait que les envenimations entrainant ce symptôme peuvent gangréner facilement par surinfection. Cette intoxication entraine souvent des séquelles et, si elle ne met pas en jeu le pronostic vital immédiat, elle ne doit pas être négligée pour autant car elle peut entrainer ensuite un tableau clinique très délicat à traiter.

### Autres
Outre ces effets, on peut aussi noter les symptômes suivants :
- réactions allergiques, certains venins contiennent de l'histamine ou des histamino-libérateurs. Cela se traduit par des œdèmes au niveau du siège de la morsure, voir des chocs anaphylactiques ;
- symptôme cardiotoxique, déstabilisant le rythme cardiaque ;
- symptôme néphrotoxique, conduisant à un blocage rénal, il peut être dû à la tentative du corps de se débarrasser des toxines grâce aux filtres que sont les reins. Ces derniers, trop sollicités et affaiblis par un état général médiocre peuvent alors être détruits définitivement, ou du moins ne plus assurer leur rôle de filtre au moment où le corps en a justement besoin.